# Antonio Bosio
Antonio Bosio (Malta, 1576 – Rome, 1629) was een Italiaans oudheidkundige die in 1593 begon met een onderzoek in de catacomben van Rome, die in 1576 waren teruggevonden. Hij schreef hierover de Roma Sotterranea in 1620 uitgegeven in 1634. Hiermee begon de archeologische bestudering van de catacomben van Rome.
- Bibsys: 1069992
- Biblioteca Nacional de España: XX863260
- Bibliothèque nationale de France: cb10301219w (data)
- Catàleg d'autoritats de noms i títols de Catalunya: 981058530085106706
- Gemeinsame Normdatei: 124525490
- International Standard Name Identifier: 0000 0001 2275 5242
- Library of Congress Control Number: no99030522
- Nationale Bibliotheek van Tsjechië: ola2009507942
- Nationale bibliotheek van Australië: 35648414
- Nationale Bibliotheek van Israël: 987007291909005171
- Nederlandse Thesaurus van Auteursnamen: 115854495
- Réseau des bibliothèques de Suisse occidentale: 02-A003028277
- Système universitaire de documentation: 081960131
- Trove: 1026291
- Union List of Artist Names: 500314739
- Virtual International Authority File: 477
- WorldCat: E39PBJk8XPFqKbGKMkHfHMXGHC